# 류하나
류하나(1981년 ~)는 대한민국의 크로스오버 가수이다.

## 방송
- 아메리카 갓 탤런트 8 (2013) - 본선 진출 후 중도하차
- 7000 미라클 하나님의 사람들
- 팬텀싱어 3 (2020) - Top74

## 공연
- 일 트로바토레
- 헨젤과 그레텔
- 나비부인
- 피가로의 결혼
- 토스카
- 박쥐
- 람메르무어의 루치아
- 서울 재즈 페스티벌
- 서울 국제 전자 음악제
- 제1회 미즈 머츄어 페스티벌 (2018)
- 2019 파크콘서트 (2019)

## 음반
- 더 퓨쳐 클래식스 (2016)

## 경력
- 뉴욕 트라이 시티즈 오페라단 솔리스트 역임
- 뉴욕 주립대 빙햄튼 음대 비전공 실기 강사 역임
- 맨해튼 뉴욕한인교회 솔리스트 역임
- 뉴욕 청암감리교회 지휘자 역임
- 분당 할렐루야교회 솔리스트 역임
- 성락성결교회 솔리스트 역임
- 명성교회 솔리스트 역임

## 수상
- 미국 NATS 콩쿨 2위
- 음악 춘추 콩쿨 2위
- 한서 전국 음악 콩쿨 전체 대상

## 뮤직비디오
- Game of Thrones 오페라 커버
- Daredevil 오페라 커버